# Врачебная ошибка
Враче́бная оши́бка — незлоумышленное заблуждение врача (или любого другого медицинского работника) в ходе его профессиональной деятельности. Те или иные ошибки могут встречаться в деятельности специалистов самых разных профессий, но именно в области практической медицины погрешности вызывают очень тяжкие последствия, так как медицина воздействует на человеческий организм, который является очень хрупким и не терпит невнимательного и небрежного отношения к себе. Эта особенность медицинской профессии, непосредственно связанная с сохранением жизни и здоровья человека, влечёт за собой повышенный интерес и строгий подход со стороны общества к врачебным ошибкам.
Согласно исследованиям многих авторов, ошибки в диагнозе встречаются у каждого 3—4-го амбулаторного пациента. В развитых странах ошибки диагностики и лечения затрагивают 6—7 % пациентов. В США ежегодное число жертв ошибочной или неудачной лекарственной терапии в несколько раз превышает число погибших в результате автомобильных аварий, серьёзные нежелательные эффекты лекарственных средств отмечаются ежегодно у 2,1 миллионов человек.

## Правовая сторона
Термин «врачебная ошибка» распространён преимущественно не в юридической, а в медицинской литературе, но и здесь не существует общепринятого определения этого термина.
Врачебной ошибке можно дать несколько определений:
- «Врачебная ошибка — неправильное деяние врача в профессиональной деятельности при отсутствии вины».
- «Врачебная ошибка — ошибка врача в профессиональной деятельности, вследствие добросовестного заблуждения при отсутствии небрежности, халатности или невежества».
- «Врачебная ошибка — ошибка врача при исполнении своих профессиональных обязанностей, являющиеся следствием добросовестного заблуждения и не содержащие состава преступления или признаков проступков».
- «Врачебная ошибка — неправильное определение болезни врачом (диагностическая ошибка) или неправильное врачебное мероприятие (операция, назначение лекарства и др.), обусловленные добросовестным заблуждением врача».
- «Врачебная ошибка — неправильное действие (или бездействие) врача, имеющее в своей основе несовершенство современной науки, незнание или неспособность использовать имеющиеся знания на практике».

Судебно-медицинский эксперт и учёный Израиль Гамшеевич Вермель  называл три условия, при наличии которых (всех одновременно), с его точки зрения, должна наступать уголовная ответственность медицинских работников за ненадлежащее лечение:
1. Действия медицинского работника в конкретном случае были объективно неправильными, находящимися в противоречии с общепризнанными и общепринятыми правилами медицины.
2. Медицинский работник в силу полученного образования и занимаемой должности должен был сознавать, что действия его являются неправильными и потому могут причинить вред больному.
3. Эти объективно неправильные действия способствовали наступлению неблагоприятных последствий — смерти больного или причинение существенного вреда его здоровью.

Но с точки зрения закона единственное основание для уголовной ответственности — состав преступления, предусмотренного Уголовным кодексом. В каждом случае, который называют «врачебной ошибкой» (с юридической точки зрения это очень широкое понятие), необходимо определить наличие или отсутствие состава преступления.
В УК РФ наиболее близкие статьи, касающиеся медицинской деятельности, когда речь идёт о врачебной ошибке, — это ст.109 (причинение смерти по неосторожности), ст.118 (причинение тяжкого вреда здоровью по неосторожности), а также ст.124 (неоказание помощи больному).
Согласно уголовному законодательству РФ, ошибки в профессиональной медицинской деятельности, если они обусловлены объективными факторами, не влекут за собой уголовной ответственности; в случаях же, если эти ошибки обусловлены внутренними, субъективными факторами, медицинских работников могут привлекать к уголовной ответственности за ненадлежащее исполнение ими профессиональных обязанностей. Поскольку жизнь и здоровье являются естественными и неотъемлемыми правами человека — возможно, самыми ценными из тех, которыми он обладает, — посягательство на них должно признаваться преступным.
Основанием для наступления уголовной ответственности вследствие врачебной ошибки могут являться вредные последствия того или иного деяния медицинского работника, возникшие из-за нехватки знаний, опыта, связанной с медицинским невежеством, невнимательностью и небрежностью. Если же врачебная ошибка и её вредные последствия возникают из-за несовершенства современного состояния медицинской науки и методов её исследования либо же связана с особенностями течения заболевания конкретного пациента, то такая ошибка не может служить основанием наступления уголовной ответственности.
Чётко разграничить врачебные ошибки и правонарушения в виде неосторожного виновного деяния (действия и/или бездействия) трудно; кроме того, размытость определений врачебной ошибки и неопределённость условий наступления ответственности (дисциплинарной, материальной, административной, гражданско-правовой, уголовной) нередко затрудняют правоприменительную практику.

## Медицинская сторона
В медицинской среде считается, что врачебная ошибка вне зависимости от тяжести последствий не наказуема юридически; она является не уголовно-правовой проблемой, а медицинской (организационно-методической). Подмена понятия «врачебная ошибка» на «врачебное преступление» недопустима, так как приводит к деструктивному конфликту интересов пациентов и медработников.

Говорить об ошибках вообще трудно, особенно медицинских. Это связано с тем, что последствия в работе врача особенно серьёзны: это и недееспособность, и инвалидность, и даже смерть.
Рассматривая проблему врачебных ошибок, хотелось бы выделить некоторые основные положения:
1. В мире не существует единого общепринятого определения врачебной ошибки. А оно, по нашему мнению, должно быть, потому что медицина — не математика, ошибки в ней случаются.
2. В уголовных кодексах государств отсутствует данное определение. Врачебная ошибка, как таковая, вне зависимости от последствий не наказуема.
3. Юридически наиболее ответственным моментом является дифференциация ошибки от элементарного невежества (отсутствие знаний, безграмотность), халатности, преступления.
4. В медицине, хотя и редко, имеет место фактор случайности, который бывает трудно прогнозировать и который может обусловить непредсказуемые последствия.
5. Проблему врачебных ошибок нельзя сводить только к вопросам диагностики и лечения. Почему-то чаще всего обсуждаются эти вопросы, что суживает проблему и само по себе является ошибкой.
6. В мире нет государства, где бы врачи не допускали ошибок.
7. Неизвестные и неконтролируемые индивидуальные особенности каждого отдельного пациента — основная сложность медицины, обуславливающая ошибки врачей.

[Махамбетчин М.М. Врачебные ошибки: причины, анализ и предупреждение. ГЭОТАР-Медиа, 2020, 240 с.] .

Опыт работы врачей с участием в многочисленных клинических и патологоанатомических конференциях свидетельствует, что бездействие является более частой причиной претензий к врачам, чем те или иные не совсем правильные действия.

## Причины возникновения
Врачебные ошибки могут быть следствием в одних случаях обычного, «добросовестного» заблуждения, недостаточной квалификации, в других — нарушения морально-этических норм, равнодушия, нежелания проконсультироваться с коллегой:68, медицинского невежества, невнимательности, небрежности.
Отмечается также, что причины ошибок могут быть объективными и субъективными. Объективные чаще всего связаны с изменением взглядов на лечение определённого заболевания, с кратковременным пребыванием пациента, с атипичным проявлением заболевания, с неисправностью или отсутствием диагностических оборудования и множеством других причин, не зависящих от врача. Пожилой возраст пациента также может ассоциироваться с постановкой ошибочного диагноза. Кроме того, комплекс лечебных мероприятий, который ещё совсем недавно считался наиболее рациональным, с позиций новейших достижений науки может быть квалифицирован как ошибочный. 
К субъективным причинам относятся недостаточный опыт врача вообще или по данному конкретному варианту патологии. Опыта может не хватить и высококвалифицированному врачу, если он впервые столкнулся с подобным вариантом заболевания. Недостаточность опыта подразумевает недостаточность теоретических знаний и практических навыков, ошибки мышления, ведущие к переоценке, недооценке или неверной интерпретации симптомов, данных анамнеза, лабораторных и инструментальных данных [5]. Врачам проще в своей работе опираться на представления, усвоенные ими давно и являющиеся устаревшими; у многих врачей отсутствует мотивация для постоянного обновления знаний. От врача также зависят нелогичность осмысления данных обследования, предвзятое отношение к больному, контроль своих эмоций и особенностей психики. Причины врачебных ошибок могут крыться и в личностных особенностях врача — таких, как недостаточно конструктивное мышление, предвзятость мнения, тщеславие и самолюбие, склонность к чрезмерному оптимизму или пессимизму, нерешительность, низкий уровень культуры. Как показывает анализ врачебных ошибок, молодые врачи ошибаются чаще из-за отсутствия опыта, более опытные — из-за переоценки собственных знаний. 
С целью предотвращения врачебной ошибки медперсонал всё чаще использует методы оборонительной медицины.

## Разновидности
Выделяют следующие группы врачебных ошибок: диагностические (нераспознанное заболевание или ошибочный диагноз); тактические (ошибочная тактика лечения, неправильные показания к операции); технические (неправильное использование медицинской техники, применение необоснованных медицинских средств, назначение препаратов в неправильной дозировке); деонтологические (нарушения этики во взаимоотношениях между врачом и пациентом) и др.
Диагностические ошибки могут совершаться на различных этапах постановки диагноза: как на первом этапе (сбор жалоб и других предварительных сведений), так и на втором (постановка предварительного диагноза) и на третьем (дифференциальная диагностика). К лечебным рискам, включающим очень широкий перечень возможных осложнений при различных медицинских вмешательствах, относятся хирургические риски, анестезиологические, фармакотерапевтические (медикаментозные) риски, риски, связанные с переливанием крови и др.

## Врачи о врачебных ошибках
- Людские нужды заставляют нас решать и действовать. Но если мы будем требовательны к себе, то не только успехи, но и ошибки станут источником знания. Гиппократ
- Я считал… своим священным долгом откровенно рассказать читателям о своей врачебной деятельности и её результатах, так как каждый добросовестный человек, особенно преподаватель, должен иметь своего рода внутреннюю потребность возможно скорее обнародовать свои ошибки, чтобы предостеречь от них других людей, менее сведущих. Н. И. Пирогов [11]
- Только слабые духом, хвастливые болтуны боятся открыто высказываться о совершенных ими ошибках. Кто чувствует в себе силу сделать лучше, тот не испытывает страха перед осознанием своей ошибки. Т. Бильрот [11]
- Надо называть вещи своими именами. Я много думал и передумал снова и снова. Тысячи сложных и сложнейших операций и … довольно много смертей. Среди них много таких, в которых я прямо виноват, нет, нет, это не убийства! Все во мне содрогается и протестует. Ведь я сознательно шёл на риск для спасения жизни. Н. М. Амосов
- Ошибки — неизбежные и печальные издержки лечебной работы, ошибки — это всегда плохо, и единственное оптимальное, что вытекает из трагедии врачебных ошибок, это то, что они по диалектике вещей учат и помогают тому, чтобы их не было. Они несут в существе своем науку о том, как не ошибаться. И виновен не тот врач, кто допустил ошибку, а тот, кто не свободен от трусости отстаивать её. И. А. Кассирский [12]
- Врачевание связано с риском, даже у выдающихся врачей встречаются профессиональные ошибки. Особого внимания общества заслуживает возрастание вероятности профессиональных ошибок у начинающих молодых врачей. Прогресс медицинской науки неизбежно связан с повышенным риском; успехи медицины в известном смысле зиждутся на врачебных ошибках. Ошибки врачей — одна из важнейших причин падения доверия населения к медицине. В. В. Вересаев [13]
- Если общество возложит всю полноту ответственности на врача, то кто же будет лечить больных? Какой хирург отважится оперировать без стопроцентной гарантии успеха, если за спиной у него будет стоять судья? Законы нужно соблюдать, но все же… О. Е. Бобров [14]

### Определения
- Большая медицинская энциклопедия. Т. 4. — М., 1976. — С. 442.
- В. И. Акопов, Е. Н. Маслов. Право в медицине. — М.: Книга-сервис, 2002. — 352 с.
- Юридический словарь / Под ред. П. И. Кудрявцева. — М., 1956. — С. 92.
- Человек и здравоохранение: правила игры. Пособие для пациентов и их родственников. С. П., 2001. — С. 92.

### Общие сведения
- Бердичевский Ф. Ю. Уголовная ответственность медицинского персонала за нарушение профессиональных обязанностей. — М., 1970.
- Громов А. П. Врачебная деонтология и ответственность медицинских работников. — М., 1969.
- Ошибки, опасность и осложнения в хирургии, под ред. Н. И. Блинова и Б. М. Хромова. — Л., 1972.
- Тихомиров А. В. Медицинское право. Практическое пособие. — М.: Издательство «Статут», 1998. — 418 с.
- Ричард К. Ригельман. Как избежать врачебных ошибок. — М.: Практика, 1994. — 42 с. ISBN 5-88001-006-6
- Махамбетчин М. М. Врачебные ошибки: причины, анализ и предупреждение. — Москва: ГЭОТАР-медиа, 2020. — 240 с.